# 188 km (obwód twerski)
188 km (ros. 188 км) – przystanek kolejowy w pobliżu miejscowości Botino, w rejonie zubcowskim, w obwodzie twerskim, w Rosji. Położony jest na linii Moskwa - Siebież.